# Маралди (Павлодарський район)
Маралди́ (каз. Маралды) — село у складі Павлодарського району Павлодарської області Казахстану. Входить до складу Шакатського сільського округу.
Населення — 389 осіб (2021; 570 у 2009, 761 у 1999, 1056 у 1989).
Національний склад станом на 1989 рік:
- казахи — 51 %
- росіяни — 24 %

До 2001 року село називалось Романовка.